# Kranstop
Slægten Kranstop (Stephanandra) er udbredt i Japan med kun to arter. Det er løvfældende buske med overhængende vækst. Bladene sidder spredt, og de er ægformede og tandede til lappede. Blomsterne er små og sidder samlet i endestillede aks. Her omtales begge de to arter, men bemærk, at begge arter er overført til slægten Neillia pr. 23. december 2008. Der henvises til denne slægt.
| Arter |

- Fliget Kranstop (Neillia incisa) – synonym: Stephanandra incisa
- Stor Kranstop (Neillia tanakae) – synonym: Stephanandra tanakae

## Note
1. ↑  "GRIN: Species Records of Stephanandra". Arkiveret fra originalen 24. oktober 2000. Hentet 3. oktober 2011.